# Scarabaeolus flavicornis
Scarabaeolus flavicornis is een keversoort uit de familie bladsprietkevers (Scarabaeidae). De wetenschappelijke naam van de soort werd voor het eerst geldig gepubliceerd in 1860 door Boheman.